# Kłyszky
Kłyszky (ukr. Клишки) – wieś na Ukrainie, w obwodzie sumskim, w rejonie szostkińskim, w hromadzie Szostka. W 2001 liczyła 2243 mieszkańców, spośród których 2138 wskazało jako ojczysty język ukraiński, 102 rosyjski, 1 mołdawski, 1 niemiecki, a 1 osoba się nie zadeklarowała.